# Живое слово (методика)

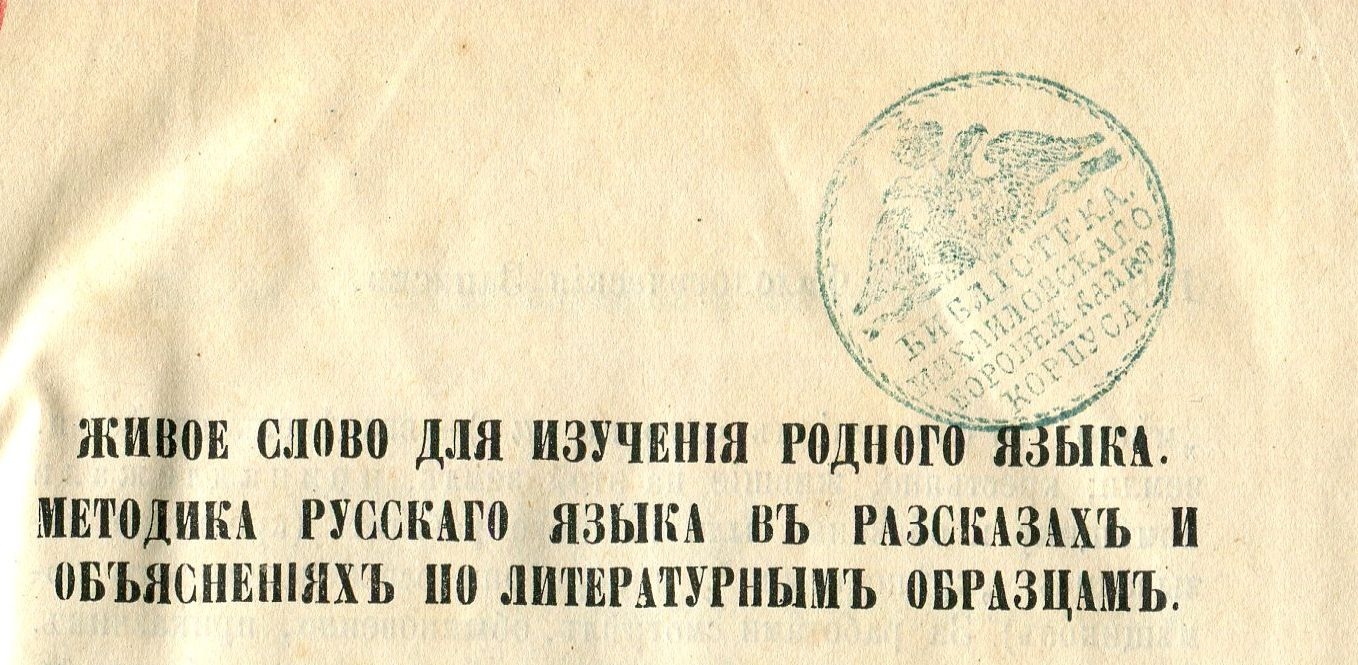
Живое слово А. В. Барсова в журнале А. А. Хованского (1889 г.)

«Живое слово» — эвристическая методика интеллектуального и нравственного развития, сформированная на страницах журнала «Филологические записки» на основе трудов А. В. Барсова, Ф.И. Буслаева, А. А. Хованского, В. П. Шереметевского и др.; неоднократно переиздавалась в виде отдельных учебников с приложениями хрестоматий и пособий по написанию сочинений в конце XIX — начале XX вв.

## Биография метафоры
Обращаясь к эвристической методике интеллектуально-нравственного развития «Живое слово», не будет лишним рассмотреть вопрос об истории появлении этой метафоры в русской поэзии, словесности вообще, источником чему послужили цитаты из Нового Завета: Евангелия от Иоанна (Ин. 1:1-5), и далее — из Деяний апостолов, где речь идет о Божьем слове, сказанном Моисею из Неопалимой купины на горе Синайской (Деян. 7:38), а также из Послания ап. Павла к Евреям (4:12) и др.  Исследования Национального корпуса русского языка (НКРЯ) позволили обнаружить первые появления метафоры в церковнославянских текстах русского извода, начиная с XVII века. В  частности, в одном из памятников древней русской письменности – «Временнике Ивана Тимофеева», описывающем события Смутного, но знакового для российской государственности периода, – кратковременного царствования Бориса Годунова перед восхождением на престол династии Романовых: 
«Владычествова же и царюя тогда во градѣ всѣми само живое Слово Божіе Премудрости, соблюдая и промышляя и содержая градъ».
В другом источнике второй половины того же века эта метафора проявляется в подобном богословском контексте: 
«[Известно] изъ Апостола, что насъ родило не тѣло, а живое Слово Божіе, и вотъ мы теперь съ нимъ уже родные братья».
В XVIII веке, в произведении Григория Сковороды «Начальная дверь к христианскому добронравию», а конкретно – в рассуждении «О промысле, особенном для человека», речь уже заходит о силе живого слова в христианском воспитании:  
«Важнѣйшее дело Божiе есть: одну безпутную душу оживотворить духомъ своихъ заповѣдей, нежели изъ небытiя произвесть новый земной шар, населенный беззаконниками. <…> Вѣчная сiя премудрость Божiя во всѣх вѣкахъ и народахъ неумолкно продолжаетъ рѣчь свою, и она не иное что есть, какъ повсемѣственнаго естества Божiя невидимое лицо и Живое Слово, тайно ко всѣмъ намъ внутрь гремящее. Но не хотимъ слушать совѣтовъ ея, одни за лишенiемъ слуха, а самая большая часть – по нещастному упрямству, отъ худаго зависящему воспитанiя».
По мнению архиепископа Амвросия, понятие о живом слове могло сложиться во всей полноте и ясности только в христианском мире. По буквальному смыслу оно есть слово дающее, возбуждающее и направляющее жизнь. По существу, эта метафора акцентирует преемственность русской литературной традиции от церковнославянской, служит своеобразным «маркером жанра», указывающим на особенный духовный смысл.
На протяжении столетий художественный эпитет Слово живое был достоянием редких церковных молитв, известных только священнослужителям, поскольку эти молитвы, по сложившемуся за полторы тысячи лет правилу, относятся к тайным, недоступным мирянам, а священники читают их только на Литургии Василия Великого после общецерковного пения Символа Веры, при Святом Возношении — склонившись и тайно.  
Появление метафоры «живое слово» в русской словесности связано с первым переводом Нового Завета с церковно-славянского на русский язык в начале XIX века, осуществленного Русским библейским обществом (осн. 1813), где этот художественный эпитет представлен и на церковнославянском, и на русском языках. А уже спустя десятилетие эта метафора начинает обживаться и в русской литературе. В числе первых этот художественный эпитет к слову применяет М.Ю. Лермонтов в стихотворении «Молитва», написанном пятнадцатилетним поэтом в 1829 году, и повторяет 10 лет спустя в стихотворении с таким же названием: 
Есть сила благодатная
В созвучьи слов живых,
И дышит непонятная,

Святая прелесть в них».
В 1831 году живое слово встречается в творчестве поэта Н. М. Шатрова:
Поэзiи живое слово. 
Сильнѣе смерти и времянъ; 
Ихъ свойство сколько ни сурово, 

Но не погибъ отъ нихъ Боянъ.
Позднее эту метафору используют в своих виршах и другие поэты XIX века. В 1847 году живое слово встречается в «Персидской повести, заимствованной из
царственной книги Ирана (Шах-Наме)» у В. А. Жуковского. В 1849 году эту метафору воспевает И.С. Никитин в стихотворении «Монастырь»: «Святых молитв живое слово», а ещё позднее, в 1864 году, Н. П. Огарёв — уже в самом заглавии: «Мой русский стих, живое слово».
Исследования поэтических текстов XVIII–XIX веков показали, что эта метафора не встречается у поэтов XVIII века, таких как  В.К. Тредьяковский, М.В. Ломоносов, А.П. Сумароков, Г.Р. Державин, А.Н. Радищев и И.А. Крылов. В поэтическом же творчестве мастеров слова XIX века, таких как А. Дельвиг, Д. Давыдов, А. Фет, Ф. Тютчев, А. Кольцов  эта метафора также не обнаруживается. И хотя у А.С. Пушкина встречаются более трех десятков различных эпитетов к слову, но именно «живое слово» поэт поэтов ни разу не употребил в своих стихотворениях, хотя эта метафора и встречается в его письме к П. А. Вяземскому. И уже несколько позднее И. С. Тургенев и В. Г. Белинский назвали слова Пушкина живыми. 
Появление метофоры живое слово в педагогическом контексте восходит к диалогу Платона «Федр», а также к выражениям viva vox dоcet (с лат. живое слово учит) или viva vox alit plenius (с лат. живая речь питает обильнее), относящихся к числу крылатых римских фраз из второго цикла писем Плиния Младшего (кон. I – нач. II вв.), но на русский язык эти письма были переведены только в середине XIX века. Примерно в ту же пору методическое упоминание этой метафоры попадается в «Журнале Министерства народного просвещения»: 
Живое слово Наставника, исходящее из глубины души его, нравственно настроенное, и учение, направленное на одну только память, есть лучший проводник к развитию ума и сердца юношей.
В начале XX века для всестороннего изучения этого метафорического явления был открыт «Институт живого слова». В программу института входила научно-практическая разработка вопросов, относящихся к области живого слова и связанных с нею дисциплин; подготовка мастеров живого слова в областях: педагогической, общественно-политической и художественной; а также — распространение и популяризация знаний в области живого слова. 
Значительный вклад в изучение метафорического термина в XX веке принадлежит Г.Г. Шпету. В 2009 году систематизации тезисов Г.Г. Шпета в отношении этого тропа, а также другого известного филолога М.М. Бахтина, была посвящена монография Н.Ф. Алефиренко: «"Живое" слово: Проблемы функциональной лексикологии», в которой автор замечает, что «столь непривычная для науки номинация возникла по аналогии с такими метафорическими терминами, как «живое знание» (пристрастное, заинтересованное), живое действие (немеханическое – одухотворенное)». Своим содержанием монография отвечает на вопросы: что такое «живое» слово; описывает методологические основы, принципы и теоретические предпосылки когнитивно-семиологического исследования, выясняет этноязыковую природу концепта и его дискурсивную среду, рассматривает «живое» слово как концепт, определяет место «живого» слова как фундаментальной метафоры в языковой картине мира и соотносит её с этнокультурной константой языкового сознания.
В 2011 году в журнале «Известия Волгоградского государственного педагогического университета» на книгу была опубликована рецензия, и в этом же году – статьи В.К. Харченко «Концепция "живого" слова и так называемые парадоксы детской речи»  и Л.И. Плотниковой «Новые живые слова в дискурсе современности». В первые десятилетия XXI века метафора «живое» слово получила новый импульс в трудах А. А Залевской в связи с работой над психолингвистической интерфейсной теорией значения слова.,

## История
Изменение общественного устройства в XIX веке потребовало радикальных перемен в области образования, реформирования российской школы. В 1887 году в статье о двадцатипятилетнем юбилее «Филологических записок» Хованский, вспоминая о причинах побудивших его взяться в предреформенном 1860 году за создание журнала, пишет, что главной его целью было составление нового учебника по преподаванию русского языка. В течение трех десятилетий редактор публикует свои статьи и труды других авторов на эту тему, собирает материалы для такого учебника: «считаем не лишнею всякую заметку, в которой указывается, – где, когда и как развивалась эта деятельность, – как шло преподавание русского языка».
В середине 80-х годов в «Филологических записках» публикуется ряд статей В. П. Шереметевского и А. А. Хованского, посвященных в числе прочего теоретическим предпосылкам методики в классическом философском наследии. Свои методические разработки, ориентированные на живое слово в процессе преподавания отечественного языка присылает редактору журнала и Ф. И. Буслаев.  С 1888 года на страницах его журнала появляются статьи А. В. Барсова: «Методика русского языка» и «Живое слово для изучения родного языка». В 1889 году «Живое слово для изучения родного языка» выходит в отдельном издании.

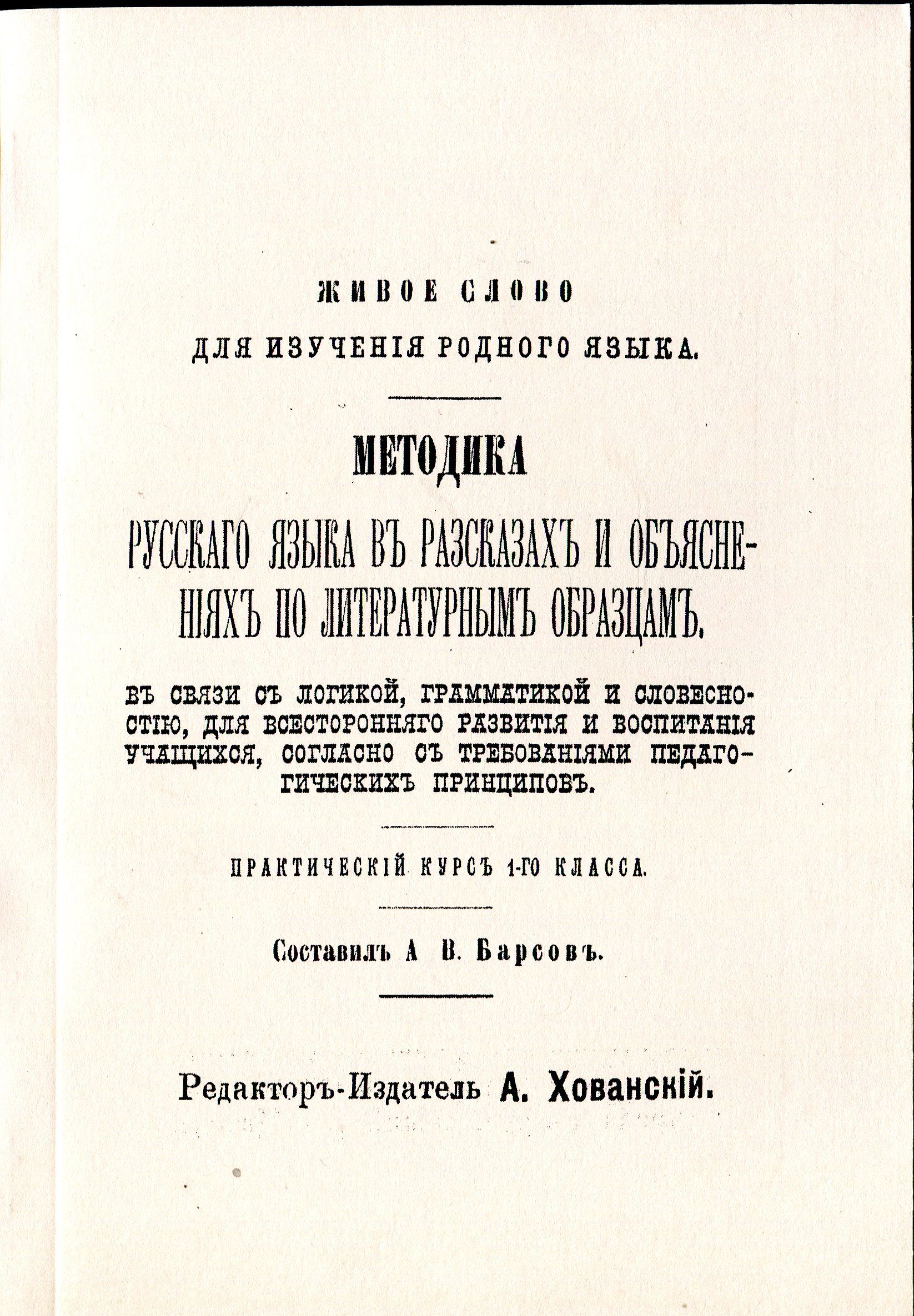
Отдельное издание методики "Живое слово"

В феврале 1889 года в журнале «Русский филологический вестник» на методику вышла рецензия В. Ф. Истомина, на которую А. В. Барсов, в свою очередь, опубликовал ответ в журнале Хованского.
В ноябре этого же года в С.-Петербургском журнале «Пантеон Литературы» о принципах новой методики публикуется статья Ф. И. Буслаева, в которой академик выражает мнение о её необходимости в связи с тем, что «нет ничего вреднее в педагогическом отношении, чем чрезмерное преобладание утомительного для ума и памяти бесплодного заучивания наизусть грамматических правил, отрешенных от живой, осмысленной речи, тогда как время должно быть сберегаемо для предметов, более обязательных по их образовательному действию в умственном и нравственном отношении». А в журнале «Педагогический сборник» появляется статья В. П. Геннинга, содержащая рецензию на методику «Живое слово».
В декабре в «Филологических записках» публикуется отзыв В. А. К-на на отдельное издание «Методики», в котором автор замечает, что «по своей разносторонности и жизненности методика настолько нова в применении, что родители и вообще интересующиеся делом преподавания удивлялись, что они в своё время не слыхивали подобных объяснений».
В этом же году в журнале выходят статьи г. Куклина «Разборы избранных образцовых поэтических произведений русской литературы» и г. Верещагина «Заметки к вопросу об улучшении преподавания русского языка в гимназиях в связи с письменными упражнениями», также посвященные развитию новой методики и представляющие «живые картины умственных и психологических процессов».
В 1889 году Барсов дополняет методику новыми приложениям: «Приложение сведений из логики к чтению и писанию сочинений» и «О домашнем чтении книг учениками»; а в 1899 году в Санкт-Петербурге отдельным изданием выпускается «Приложение к статьям об устных сочинениях». В начале XX века «Живое слово» А. В. Барсова неоднократно переиздается в Тифлисе и Екатеринодаре в период с 1902 по 1915 годы.
Спор о том, какова должна быть программа курса словесности, из каких принципов следует исходить при анализе произведений, какие приемы изучения дают наибольший эффект, продолжался на страницах «Записок» почти 60 лет. Любопытно, что авторы всех статей сходятся лишь в одном: программы, представленные Министерством просвещения, не могут удовлетворять ни учащихся, ни учителей; существующая методика изучения приводит к зубрежке, и её надо менять.
В 1892 году выходит в свет книга «Живое слово» харьковского архиепископа Амвросия, в которой автор подробно разбирает условия, определяет качества и способности, необходимые для внедрения живой ораторской методики В 2009 году об истории и содержании ораторской методики была написана статья, представляющая собой детальный анализ педагогического наследия архиепископа Амвросия.
В 1963 году в сборнике «Материалы по русско-славянскому языкознанию» была опубликована статья, посвященная методическим вопросам на страницах журнала «Филологические записки» и приуроченная к 100-летнему юбилею издания. По мнению советских ученых, некоторые из лучших технологий, предложенных в журнале Хованского смогли воплотиться спустя полвека и в советской школе.
В 1994 году в продолжение традиции издательство «Просвещение» выпустило 100000-м тиражом пробный учебник для младших классов «Живое слово», в методическом отношении гораздо менее подробный, чем учебник В. А. Барсова.
В 2013 году, в ходе подготовительных мероприятий к 200-летнему юбилею редактора-издателя «Филологических записок», Фонд Хованского осуществил репринтное переиздание методики. В 2023 году более десятка статей о содержании и значении Методики были опубликованы в монографии «По следам живого слова», посвященной современному осмыслению наследия «Филологических записок» А.А. Хованского.

## Содержание

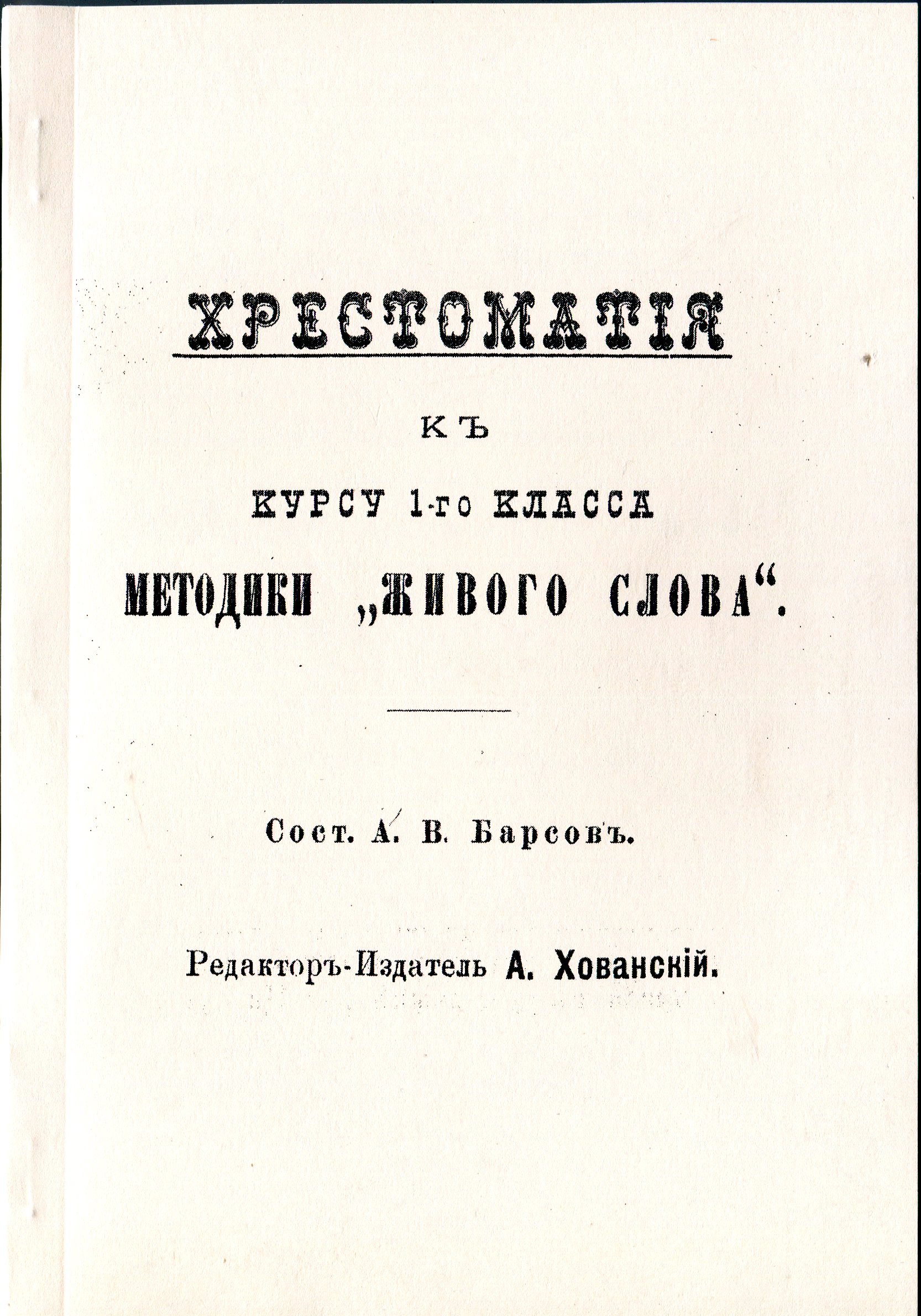
Хрестоматия «Живого слова»

Краткое содержание методики было изложено в статье Хованского «В чем нуждается наше учебное дело по преподаванию русского языка?» (1889), в которой автор обращает внимание, что при излишестве учебников недостает руководства, которое:
- 1) более удовлетворяло бы педагогическим и филологическим требованиям науки о языке,
- 2) не обременяло бы учащихся, а заключало в себе легкий, простой и общедоступный способ передачи строя языка и форм языка в живых рассказах и объяснениях, велось бы в виде собеседования,
- 3) могло интересовать учащихся и возбуждало бы в них любовь к родному языку,
- 4) заключало бы в себе условия для развития и воспитания учащихся не только в отношении умственном, но и нравственно-религиозном и эстетическом.

Вместе с тем автор высказывает свои соображения о необходимых для развития методики условиях: «Желательно, чтобы преподавателям 1) предоставлено было более простора в выборе средств для развития мыслительности в учащихся и в расширении методических приемов, 2) уделено было больше времени преподаванию родного языка».
А. В. Барсов формулирует свои «требования учебного метода»: 
- 1) идти от известного к неизвестному;
- 2) изучение материала должно идти постепенно: вначале — отрывочно, эпизодично, накапливая материал для построения системы;
- 3) новые знания должны ассоциироваться с прежними, связь надо проводить по месту, по времени, по сходству, ставить в причинную зависимость;
- 4) надо строго отбирать ценный материал. Учащимся надо дать перед чтением вопросы, наталкивающие на извлечения из произведения не сюжета, а существенного: идеи, способов описания героя, характера образных средств;
- 5) материал давать не готовым, а развивать посильную самодеятельность. В старших классах анализировать не под руководством учителя, а только с помощью его;
- 6) кроме труда под руководством преподавателя нужен труд самостоятельный, требование «все должно быть разучено в классе» — антипедагогично.

Такая методика, по мнению авторов, должна была прийти на смену преимущественного способа — погони за подлежащим и сказуемым и т.п. и схоластике с зубристикой, обременяющими и подавляющими память учащихся, рассудок, сознание.
Методика, по существу, развивала педагогическую концепцию Иоганна Песталоцци, который многократно выступал против вбивания в головы детей знаний путём механического запоминания, зубрёжки.
Отличительной чертой методики является практика комплексного применения сведений из логики, психологии, языкознания (этимологии) и литературоведения.

## Задачи
Главная задача «Методики» состояла именно в том, чтобы 
«посредством живых рассказов и объяснений в виде собеседований с детьми — в 1-х, заинтересовать молодых слушателей и тем избавить их от зубристики; и во 2-х, дать более широкое направление и образование, не только умственное, но и нравственное воспитание, тогда как школа более учит, а не воспитывает, а надо уравновесить и то, и другое<...> Форма в «Живом слове» эвристическая, все сообщается «путём наводящих вопросов»»; это – самая целесообразная форма, это – путь открытий»..
Для всестороннего развития учащихся предполагалось использовать выработанную «Методику» в связи с логикой, математикой и словесностью, иностранными языками.

## Отзывы
Современные специалисты в педагогике и методологии высоко оценивают педагогический потенциал методики:
У пособия длинное, но говорящее название «Живое слово для изучения родного языка. Методика русского языка в рассказах и объяснениях по литературным образцам в связи логикой, грамматикой и словесностью,  для всестороннего развития и воспитания учащихся, согласно требованиям педагогических принципов. Практический курс для 1-го класса». 
Конечно, теперь это пособие интересно как одна из вех на пути становления методической науки. Но идеи автора не утратили своей актуальности. Речь идёт о преподавании русского языка на основе анализа литературных текстов. 
В наши дни эту же идею выдвигает группа современных лингвистов, например, в их числе М. Кронгауз, которым предложено разработать новую программу по русскому языку для средней школы.
В пособии подчеркивается, как можно усилить воспитательную направленность в изучении русского языка. Давая учителю советы по выразительному чтению  стихов детям, Барсов заботится о нравственности учеников, но для этого (утверждает автор) нужно, чтобы в чтении слышалась правда, иначе художественное чтение будет действовать «извращающим образом», готовя актёров для сцены и актёров для жизни. Думается, это очень современная для нас рекомендация!

Для студентов может быть интересен и конкретный анализ ряда текстов, например, для сопоставления, и т.п.Л. К. Лыжова
3 октября 2014 на базе ВГУ состоялась международная научно-практическая конференция «Сопоставительная и славянская филология: история, состояние, перспективы», организованная Фондом им. А. Хованского и посвященная 200-летнему юбилею первого редактора-издателя «Филологических записок». Результатом работы конференции стал юбилейный выпуск журнала, составленный из статей по темам, соответствующим разделам дореволюционного журнала: по теории и философии языка, лингвокультурологии и культуре речи, педагогике и методикам преподавания, славяноведению, литературоведению и искусствоведению. Несколько докладов, подготовленных к конференции, и статей, вошедших в сборник, были посвящены непосредственно методике «Живое слово»:

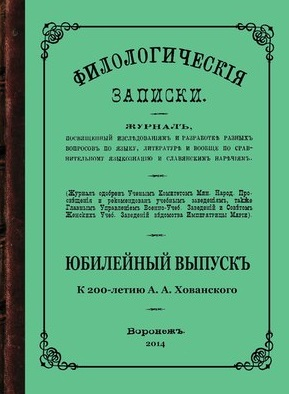
Юбилейный выпуск "Филологических записок", 2014

- Алефиренко Н.  Ф. Ценностно-смысловая аура живого слова;
- Комарова Э. П. Модернизация образования: история и перспективы;
- Кольцова Л. М., Чигирева Е. М. Педагогические идеи А. А. Хованского и развитие образования в Воронежской губернии пореформенного периода;
- Кривотулова Е. В. Научно-педагогический журнал «Филологические записки» как результат проектировочной деятельности А. А. Хованского;
- Лыжова Л. К. Актуальность методических идей журнала «Ф.З.» А. А. Хованского в наши дни;
- Панина Л. Ю., Заварзина Л. Э. Выступления Н. Ф. Бунакова на страницах «Филологических записок»;
- Русинова Е. Е. Методика «Живое слово» в контексте модернизации российского образования;
- Сидорова Е. В. Вклад А. В. Барсова и А. А. Хованского в «Живое слово для изучения родного языка»;
- Чепякова И. Ю. Психолого-педагогические особенности преподавания приставочных глаголов пространственного значения древнегреческого языка студентам-классикам на основе методики «Живое слово»[29].

## Репринты
- Барсов А. Живое слово для изучения русского языка // ред. А. Хованский. Воронеж, 1889.
- Барсов А. Приложение сведений из логики к чтению и писанию сочинений // ред. А. Хованский. Воронеж, 1890.
- Барсов А. Хрестоматия к методике «Живое слово» // ред. А. Хованский. Воронеж, 1897.